# Jedenastka (serial telewizyjny)
Jedenastka (hiszp. Once, stylizowany jako O11CE) – argentyński serial telewizyjny, który miał premierę 13 marca 2017 roku. Producentem serialu jest argentyński koncern telewizyjny Pol-ka we współpracy z oddziałami Disney Channel w Ameryce Łacińskiej i Europie.
Polska premiera serialu miała miejsce 15 maja 2017 roku na antenie Disney XD. Od 3 lipca 2017 roku serial jest emitowany na antenie Disney Channel.

## Informacje o serialu
W serialu występuje międzynarodowa obsada, na czele z argentyńskim aktorem Mariano Gonzálezem-Guerineau. Serial miał swoją premierę na antenie Disney XD w Ameryce Łacińskiej i Europie w 2017 roku. Jedenastka łączy w sobie wątki komediowe, dramatyczne, romansowe i sportowe. Grają w nim argentyńscy aktorzy Agustina Palma, Federico Gurruchaga, Guido Pennelli, Paulina Vetrano, Renato Quattordio, Santiago Luna i Tomás Blanco, a także Meksykanie Juan David Penagos i Sebastián Athié, Brazylijczyk Luan Brum oraz Kolumbijczyk Javier Eloy Bonnano. Produkcja serialu – składającego się z 80 odcinków po 22 minuty – rozpoczęła się wiosną 2016 roku. Reżyserem jest Sebastián Pivotto.
Premierę drugiego sezonu serialu zapowiedziano na 30 kwietnia 2018 roku.
12 września 2018 roku zostało potwierdzone, że serial został przedłużony o trzeci sezon. Premierę zapowiedziano na 15 lipca 2019 roku.

## Opis fabuły
Serial opowiada o szesnastoletnim chłopcu, Gabo Morettim (Mariano González-Guerineau), który mieszka z babcią w miasteczku Álamo Seco. Jego pasją jest piłka nożna. Jego wielkie piłkarskie umiejętności zostają zauważone przez Francisca (Nicolás Pauls), trenera drużyny piłkarskiej w prestiżowej akademii sportowej w Buenos Aires. Gabo zostaje przyjęty przez trenera do akademii i do drużyny zwanej Złote Jastrzębie. Marzeniem Gabo jest stać się wielkim piłkarzem, ale nie wie, że podczas dążenia do tego celu odkryje tajemnice rodzinne. Gabo odkrywa również szereg szkoleń i rozwoju sportowego dla drużyny piłkarskiej, gdzie piłka nożna, siła woli i przezwyciężenie lęku są niezbędne, by kształtować rozwój piłkarzy, którzy bez przerwy pracują, by stać się zespołem i spełnić swoje marzenia.
Wersja polska: SDI Media Polska

## Lista odcinków

### Sezon 1 (2017)
| Nr                                                   | Tytuł                  | Premiera                                                      | Premiera w Polsce                                             |
| Część I: Del Estadio Al Cielo (Ze stadionu do nieba) |                        |                                                               |                                                               |
| ---------------------------------------------------- | ---------------------- | ------------------------------------------------------------- | ------------------------------------------------------------- |
| 1                                                    | Odcinek 1 Episodio 1   | 13 marca 2017 (Argentyna) 11 września 2017 (Hiszpania)        | 15 maja 2017 (Disney XD) 3 lipca 2017 (Disney Channel)        |
| 2                                                    | Odcinek 2 Episodio 2   | 14 marca 2017 (Argentyna) 12 września 2017 (Hiszpania)        | 16 maja 2017 (Disney XD) 4 lipca 2017 (Disney Channel)        |
| 3                                                    | Odcinek 3 Episodio 3   | 15 marca 2017 (Argentyna) 13 września 2017 (Hiszpania)        | 17 maja 2017 (Disney XD) 5 lipca 2017 (Disney Channel)        |
| 4                                                    | Odcinek 4 Episodio 4   | 16 marca 2017 (Argentyna) 14 września 2017 (Hiszpania)        | 18 maja 2017 (Disney XD) 6 lipca 2017 (Disney Channel)        |
| 5                                                    | Odcinek 5 Episodio 5   | 17 marca 2017 (Argentyna) 15 września 2017 (Hiszpania)        | 19 maja 2017 (Disney XD) 7 lipca 2017 (Disney Channel)        |
| 6                                                    | Odcinek 6 Episodio 6   | 20 marca 2017 (Argentyna) 18 września 2017 (Hiszpania)        | 22 maja 2017 (Disney XD) 10 lipca 2017 (Disney Channel)       |
| 7                                                    | Odcinek 7 Episodio 7   | 21 marca 2017 (Argentyna) 19 września 2017 (Hiszpania)        | 23 maja 2017 (Disney XD) 11 lipca 2017 (Disney Channel)       |
| 8                                                    | Odcinek 8 Episodio 8   | 22 marca 2017 (Argentyna) 20 września 2017 (Hiszpania)        | 24 maja 2017 (Disney XD) 12 lipca 2017 (Disney Channel)       |
| 9                                                    | Odcinek 9 Episodio 9   | 23 marca 2017 (Argentyna) 21 września 2017 (Hiszpania)        | 25 maja 2017 (Disney XD) 13 lipca 2017 (Disney Channel)       |
| 10                                                   | Odcinek 10 Episodio 10 | 24 marca 2017 (Argentyna) 22 września 2017 (Hiszpania)        | 26 maja 2017 (Disney XD) 14 lipca 2017 (Disney Channel)       |
| 11                                                   | Odcinek 11 Episodio 11 | 27 marca 2017 (Argentyna) 25 września 2017 (Hiszpania)        | 29 maja 2017 (Disney XD) 17 lipca 2017 (Disney Channel)       |
| 12                                                   | Odcinek 12 Episodio 12 | 28 marca 2017 (Argentyna) 26 września 2017 (Hiszpania)        | 30 maja 2017 (Disney XD) 18 lipca 2017 (Disney Channel)       |
| 13                                                   | Odcinek 13 Episodio 13 | 29 marca 2017 (Argentyna) 27 września 2017 (Hiszpania)        | 31 maja 2017 (Disney XD) 19 lipca 2017 (Disney Channel)       |
| 14                                                   | Odcinek 14 Episodio 14 | 30 marca 2017 (Argentyna) 28 września 2017 (Hiszpania)        | 1 czerwca 2017 (Disney XD) 20 lipca 2017 (Disney Channel)     |
| 15                                                   | Odcinek 15 Episodio 15 | 31 marca 2017 (Argentyna) 29 września 2017 (Hiszpania)        | 2 czerwca 2017 (Disney XD) 21 lipca 2017 (Disney Channel)     |
| 16                                                   | Odcinek 16 Episodio 16 | 3 kwietnia 2017 (Argentyna) 2 października 2017 (Hiszpania)   | 5 czerwca 2017 (Disney XD) 24 lipca 2017 (Disney Channel)     |
| 17                                                   | Odcinek 17 Episodio 17 | 4 kwietnia 2017 (Argentyna) 3 października 2017 (Hiszpania)   | 6 czerwca 2017 (Disney XD) 25 lipca 2017 (Disney Channel)     |
| 18                                                   | Odcinek 18 Episodio 18 | 5 kwietnia 2017 (Argentyna) 4 października 2017 (Hiszpania)   | 7 czerwca 2017 (Disney XD) 26 lipca 2017 (Disney Channel)     |
| 19                                                   | Odcinek 19 Episodio 19 | 6 kwietnia 2017 (Argentyna) 5 października 2017 (Hiszpania)   | 8 czerwca 2017 (Disney XD) 27 lipca 2017 (Disney Channel)     |
| 20                                                   | Odcinek 20 Episodio 20 | 7 kwietnia 2017 (Argentyna) 6 października 2017 (Hiszpania)   | 9 czerwca 2017 (Disney XD) 28 lipca 2017 (Disney Channel)     |
| 21                                                   | Odcinek 21 Episodio 21 | 10 kwietnia 2017 (Argentyna) 9 października 2017 (Hiszpania)  | 12 czerwca 2017 (Disney XD) 31 lipca 2017 (Disney Channel)    |
| 22                                                   | Odcinek 22 Episodio 22 | 11 kwietnia 2017 (Argentyna) 10 października 2017 (Hiszpania) | 13 czerwca 2017 (Disney XD) 1 sierpnia 2017 (Disney Channel)  |
| 23                                                   | Odcinek 23 Episodio 23 | 12 kwietnia 2017 (Argentyna) 11 października 2017 (Hiszpania) | 14 czerwca 2017 (Disney XD) 2 sierpnia 2017 (Disney Channel)  |
| 24                                                   | Odcinek 24 Episodio 24 | 13 kwietnia 2017 (Argentyna) 12 października 2017 (Hiszpania) | 15 czerwca 2017 (Disney XD) 3 sierpnia 2017 (Disney Channel)  |
| 25                                                   | Odcinek 25 Episodio 25 | 14 kwietnia 2017 (Argentyna) 13 października 2017 (Hiszpania) | 16 czerwca 2017 (Disney XD) 4 sierpnia 2017 (Disney Channel)  |
| 26                                                   | Odcinek 26 Episodio 26 | 17 kwietnia 2017 (Argentyna) 16 października 2017 (Hiszpania) | 19 czerwca 2017 (Disney XD) 7 sierpnia 2017 (Disney Channel)  |
| 27                                                   | Odcinek 27 Episodio 27 | 18 kwietnia 2017 (Argentyna) 17 października 2017 (Hiszpania) | 20 czerwca 2017 (Disney XD) 8 sierpnia 2017 (Disney Channel)  |
| 28                                                   | Odcinek 28 Episodio 28 | 19 kwietnia 2017 (Argentyna) 18 października 2017 (Hiszpania) | 21 czerwca 2017 (Disney XD) 9 sierpnia 2017 (Disney Channel)  |
| 29                                                   | Odcinek 29 Episodio 29 | 20 kwietnia 2017 (Argentyna) 19 października 2017 (Hiszpania) | 22 czerwca 2017 (Disney XD) 10 sierpnia 2017 (Disney Channel) |
| 30                                                   | Odcinek 30 Episodio 30 | 21 kwietnia 2017 (Argentyna) 20 października 2017 (Hiszpania) | 23 czerwca 2017 (Disney XD) 11 sierpnia 2017 (Disney Channel) |
| 31                                                   | Odcinek 31 Episodio 31 | 24 kwietnia 2017 (Argentyna) 23 października 2017 (Hiszpania) | 26 czerwca 2017 (Disney XD) 14 sierpnia 2017 (Disney Channel) |
| 32                                                   | Odcinek 32 Episodio 32 | 25 kwietnia 2017 (Argentyna) 24 października 2017 (Hiszpania) | 27 czerwca 2017 (Disney XD) 15 sierpnia 2017 (Disney Channel) |
| 33                                                   | Odcinek 33 Episodio 33 | 26 kwietnia 2017 (Argentyna) 25 października 2017 (Hiszpania) | 28 czerwca 2017 (Disney XD) 16 sierpnia 2017 (Disney Channel) |
| 34                                                   | Odcinek 34 Episodio 34 | 27 kwietnia 2017 (Argentyna) 26 października 2017 (Hiszpania) | 29 czerwca 2017 (Argentyna) 17 sierpnia 2017 (Disney Channel) |
| 35                                                   | Odcinek 35 Episodio 35 | 28 kwietnia 2017 (Argentyna) 27 października 2017 (Hiszpania) | 30 czerwca 2017 (Disney XD) 18 sierpnia 2017 (Disney Channel) |
| 36                                                   | Odcinek 36 Episodio 36 | 1 maja 2017 (Argentyna) 30 października 2017 (Hiszpania)      | 3 lipca 2017 (Disney XD) 21 sierpnia 2017 (Disney Channel)    |
| 37                                                   | Odcinek 37 Episodio 37 | 2 maja 2017 (Argentyna) 31 października 2017 (Hiszpania)      | 4 lipca 2017 (Disney XD) 22 sierpnia 2017 (Disney Channel)    |
| 38                                                   | Odcinek 38 Episodio 38 | 3 maja 2017 (Argentyna) 1 listopada 2017 (Hiszpania)          | 5 lipca 2017 (Disney XD) 23 sierpnia 2017 (Disney Channel)    |
| 39                                                   | Odcinek 39 Episodio 39 | 4 maja 2017 (Argentyna) 2 listopada 2017 (Hiszpania)          | 6 lipca 2017 (Disney XD) 24 sierpnia 2017 (Disney Channel)    |
| 40                                                   | Odcinek 40 Episodio 40 | 5 maja 2017 (Argentyna) 3 listopada 2017 (Hiszpania)          | 7 lipca 2017 (Disney XD) 25 sierpnia 2017 (Disney Channel)    |
| Część II: Vamos Por El Gol (Chodźmy do celu)         |                        |                                                               |                                                               |
| 41                                                   | Odcinek 41 Episodio 41 | 3 lipca 2017 (Argentyna) 6 listopada 2017 (Hiszpania)         | 10 lipca 2017 (Disney XD) 28 sierpnia 2017 (Disney Channel)   |
| 42                                                   | Odcinek 42 Episodio 42 | 4 lipca 2017 (Argentyna) 7 listopada 2017 (Hiszpania)         | 11 lipca 2017 (Disney XD) 29 sierpnia 2017 (Disney Channel)   |
| 43                                                   | Odcinek 43 Episodio 43 | 5 lipca 2017 (Argentyna) 8 listopada 2017 (Hiszpania)         | 12 lipca 2017 (Disney XD) 30 sierpnia 2017 (Disney Channel)   |
| 44                                                   | Odcinek 44 Episodio 44 | 6 lipca 2017 (Argentyna) 9 listopada 2017 (Hiszpania)         | 13 lipca 2017 (Disney XD) 31 sierpnia 2017 (Disney Channel)   |
| 45                                                   | Odcinek 45 Episodio 45 | 7 lipca 2017 (Argentyna) 10 listopada 2017 (Hiszpania)        | 14 lipca 2017 (Disney XD) 1 września 2017 (Disney Channel)    |
| 46                                                   | Odcinek 46 Episodio 46 | 10 lipca 2017 (Argentyna) 13 listopada 2017 (Hiszpania)       | 17 lipca 2017 (Disney XD) 4 września 2017 (Disney Channel)    |
| 47                                                   | Odcinek 47 Episodio 47 | 11 lipca 2017 (Argentyna) 14 listopada 2017 (Hiszpania)       | 18 lipca 2017 (Disney XD) 5 września 2017 (Disney Channel)    |
| 48                                                   | Odcinek 48 Episodio 48 | 12 lipca 2017 (Argentyna) 15 listopada 2017 (Hiszpania)       | 19 lipca 2017 (Disney XD) 6 września 2017 (Disney Channel)    |
| 49                                                   | Odcinek 49 Episodio 49 | 13 lipca 2017 (Argentyna) 16 listopada 2017 (Hiszpania)       | 20 lipca 2017 (Disney XD) 7 września 2017 (Disney Channel)    |
| 50                                                   | Odcinek 50 Episodio 50 | 14 lipca 2017 (Argentyna) 17 listopada 2017 (Hiszpania)       | 21 lipca 2017 (Disney XD) 8 września 2017 (Disney Channel)    |
| 51                                                   | Odcinek 51 Episodio 51 | 17 lipca 2017 (Argentyna) 20 listopada 2017 (Hiszpania)       | 24 lipca 2017 (Disney XD) 11 września 2017 (Disney Channel)   |
| 52                                                   | Odcinek 52 Episodio 52 | 18 lipca 2017 (Argentyna) 21 listopada 2017 (Hiszpania)       | 25 lipca 2017 (Disney XD) 12 września 2017 (Disney Channel)   |
| 53                                                   | Odcinek 53 Episodio 53 | 19 lipca 2017 (Argentyna) 22 listopada 2017 (Hiszpania)       | 26 lipca 2017 (Disney XD) 13 września 2017 (Disney Channel)   |
| 54                                                   | Odcinek 54 Episodio 54 | 20 lipca 2017 (Argentyna) 23 listopada 2017 (Hiszpania)       | 27 lipca 2017 (Disney XD) 14 września 2017 (Disney Channel)   |
| 55                                                   | Odcinek 55 Episodio 55 | 21 lipca 2017 (Argentyna) 24 listopada 2017 (Hiszpania)       | 28 lipca 2017 (Disney XD) 15 września 2017 (Disney Channel)   |
| 56                                                   | Odcinek 56 Episodio 56 | 24 lipca 2017 (Argentyna) 27 listopada 2017 (Hiszpania)       | 31 lipca 2017 (Disney XD) 11 września 2017 (Disney Channel)   |
| 57                                                   | Odcinek 57 Episodio 57 | 25 lipca 2017 (Argentyna) 28 listopada 2017 (Hiszpania)       | 1 sierpnia 2017 (Disney XD) 12 września 2017 (Disney Channel) |
| 58                                                   | Odcinek 58 Episodio 58 | 26 lipca 2017 (Argentyna) 29 listopada 2017 (Hiszpania)       | 2 sierpnia 2017 (Disney XD) 13 września 2017 (Disney Channel) |
| 59                                                   | Odcinek 59 Episodio 59 | 27 lipca 2017 (Argentyna) 30 listopada 2017 (Hiszpania)       | 3 sierpnia 2017 (Disney XD) 14 września 2017 (Disney Channel) |
| 60                                                   | Odcinek 60 Episodio 60 | 28 lipca 2017 (Argentyna) 1 grudnia 2017 (Hiszpania)          | 4 sierpnia 2017 (Disney XD) 15 września 2017 (Disney Channel) |
| 61                                                   | Odcinek 61 Episodio 61 | 31 lipca 2017 (Argentyna) 2 grudnia 2017 (Hiszpania)          | 4 września 2017                                               |
| 62                                                   | Odcinek 62 Episodio 62 | 1 sierpnia 2017 (Argentyna) 3 grudnia 2017 (Hiszpania)        | 5 września 2017                                               |
| 63                                                   | Odcinek 63 Episodio 63 | 2 sierpnia 2017 (Argentyna) 4 grudnia 2017 (Hiszpania)        | 6 września 2017                                               |
| 64                                                   | Odcinek 64 Episodio 64 | 3 sierpnia 2017 (Argentyna) 7 grudnia 2017 (Hiszpania)        | 7 września 2017                                               |
| 65                                                   | Odcinek 65 Episodio 65 | 4 sierpnia 2017 (Argentyna) 8 grudnia 2017 (Hiszpania)        | 8 września 2017                                               |
| 66                                                   | Odcinek 66 Episodio 66 | 7 sierpnia 2017 (Argentyna) 11 grudnia 2017 (Hiszpania)       | 11 września 2017                                              |
| 67                                                   | Odcinek 67 Episodio 67 | 8 sierpnia 2017 (Argentyna) 12 grudnia 2017 (Hiszpania)       | 12 września 2017                                              |
| 68                                                   | Odcinek 68 Episodio 68 | 9 sierpnia 2017 (Argentyna) 13 grudnia 2017 (Hiszpania)       | 13 września 2017                                              |
| 69                                                   | Odcinek 69 Episodio 69 | 10 sierpnia 2017 (Argentyna) 14 grudnia 2017 (Hiszpania)      | 14 września 2017                                              |
| 70                                                   | Odcinek 70 Episodio 70 | 11 sierpnia 2017 (Argentyna) 15 grudnia 2017 (Hiszpania)      | 15 września 2017                                              |
| 71                                                   | Odcinek 71 Episodio 71 | 14 sierpnia 2017 (Argentyna) 18 grudnia 2017 (Hiszpania)      | 18 września 2017                                              |
| 72                                                   | Odcinek 72 Episodio 72 | 15 sierpnia 2017 (Argentyna) 19 grudnia 2017 (Hiszpania)      | 19 września 2017                                              |
| 73                                                   | Odcinek 73 Episodio 73 | 16 sierpnia 2017 (Argentyna) 20 grudnia 2017 (Hiszpania)      | 20 września 2017                                              |
| 74                                                   | Odcinek 74 Episodio 74 | 17 sierpnia 2017 (Argentyna) 21 grudnia 2017 (Hiszpania)      | 21 września 2017                                              |
| 75                                                   | Odcinek 75 Episodio 75 | 18 sierpnia 2017 (Argentyna) 22 grudnia 2017 (Hiszpania)      | 22 września 2017                                              |
| 76                                                   | Odcinek 76 Episodio 76 | 21 sierpnia 2017 (Argentyna) 25 grudnia 2017 (Hiszpania)      | 25 września 2017                                              |
| 77                                                   | Odcinek 77 Episodio 77 | 22 sierpnia 2017 (Argentyna) 26 grudnia 2017 (Hiszpania)      | 26 września 2017                                              |
| 78                                                   | Odcinek 78 Episodio 78 | 23 sierpnia 2017 (Argentyna) 27 grudnia 2017 (Hiszpania)      | 27 września 2017                                              |
| 79                                                   | Odcinek 79 Episodio 79 | 24 sierpnia 2017 (Argentyna) 28 grudnia 2017 (Hiszpania)      | 28 września 2017                                              |
| 80                                                   | Odcinek 80 Episodio 80 | 25 sierpnia 2017 (Argentyna) 29 grudnia 2017 (Hiszpania)      | 29 września 2017                                              |

### Sezon 2 (2018)
| Nr                                                 | Tytuł                    | Premiera                                                   | Premiera w Polsce    |
| Część I: Juega Con El Corazón (Graj z sercem)      |                          |                                                            |                      |
| -------------------------------------------------- | ------------------------ | ---------------------------------------------------------- | -------------------- |
| 81                                                 | Odcinek 81 Episodio 81   | 30 kwietnia 2018 (Argentyna) 17 września 2018 (Hiszpania)  | 24 września 2018     |
| 82                                                 | Odcinek 82 Episodio 82   | 1 maja 2018 (Argentyna) 18 września 2018 (Hiszpania)       | 25 września 2018     |
| 83                                                 | Odcinek 83 Episodio 83   | 2 maja 2018 (Argentyna) 19 września 2018 (Hiszpania)       | 26 września 2018     |
| 84                                                 | Odcinek 84 Episodio 84   | 3 maja 2018 (Argentyna) 20 września 2018 (Hiszpania)       | 27 września 2018     |
| 85                                                 | Odcinek 85 Episodio 85   | 4 maja 2018 (Argentyna) 21 września 2018 (Hiszpania)       | 28 września 2018     |
| 86                                                 | Odcinek 86 Episodio 86   | 7 maja 2018 (Argentyna) 24 września 2018 (Hiszpania)       | 1 października 2018  |
| 87                                                 | Odcinek 87 Episodio 87   | 8 maja 2018 (Argentyna) 25 września 2018 (Hiszpania)       | 2 października 2018  |
| 88                                                 | Odcinek 88 Episodio 88   | 9 maja 2018 (Argentyna) 26 września 2018 (Hiszpania)       | 3 października 2018  |
| 89                                                 | Odcinek 89 Episodio 89   | 10 maja 2018 (Argentyna) 27 września 2018 (Hiszpania)      | 4 października 2018  |
| 90                                                 | Odcinek 90 Episodio 90   | 11 maja 2018 (Argentyna) 28 września 2018 (Hiszpania)      | 5 października 2018  |
| 91                                                 | Odcinek 91 Episodio 91   | 14 maja 2018 (Argentyna) 1 października 2018 (Hiszpania)   | 8 października 2018  |
| 92                                                 | Odcinek 92 Episodio 92   | 15 maja 2018 (Argentyna) 2 października 2018 (Hiszpania)   | 9 października 2018  |
| 93                                                 | Odcinek 93 Episodio 93   | 16 maja 2018 (Argentyna) 3 października 2018 (Hiszpania)   | 10 października 2018 |
| 94                                                 | Odcinek 94 Episodio 94   | 17 maja 2018 (Argentyna) 4 października 2018 (Hiszpania)   | 11 października 2018 |
| 95                                                 | Odcinek 95 Episodio 95   | 18 maja 2018 (Argentyna) 5 października 2018 (Hiszpania)   | 12 października 2018 |
| 96                                                 | Odcinek 96 Episodio 96   | 21 maja 2018 (Argentyna) 8 października 2018 (Hiszpania)   | 15 października 2018 |
| 97                                                 | Odcinek 97 Episodio 97   | 22 maja 2018 (Argentyna) 9 października 2018 (Hiszpania)   | 16 października 2018 |
| 98                                                 | Odcinek 98 Episodio 98   | 23 maja 2018 (Argentyna) 10 października 2018 (Hiszpania)  | 17 października 2018 |
| 99                                                 | Odcinek 99 Episodio 99   | 24 maja 2018 (Argentyna) 11 października 2018 (Hiszpania)  | 18 października 2018 |
| 100                                                | Odcinek 100 Episodio 100 | 25 maja 2018 (Argentyna) 12 października 2018 (Hiszpania)  | 19 października 2018 |
| 101                                                | Odcinek 101 Episodio 101 | 28 maja 2018 (Argentyna) 24 marca 2020 (Hiszpania)         | 22 października 2018 |
| 102                                                | Odcinek 102 Episodio 102 | 29 maja 2018 (Argentyna) 24 marca 2020 (Hiszpania)         | 23 października 2018 |
| 103                                                | Odcinek 103 Episodio 103 | 30 maja 2018 (Argentyna) 24 marca 2020 (Hiszpania)         | 24 października 2018 |
| 104                                                | Odcinek 104 Episodio 104 | 31 maja 2018 (Argentyna) 24 marca 2020 (Hiszpania)         | 25 października 2018 |
| 105                                                | Odcinek 105 Episodio 105 | 1 czerwca 2018 (Argentyna) 24 marca 2020 (Hiszpania)       | 26 października 2018 |
| 106                                                | Odcinek 106 Episodio 106 | 4 czerwca 2018 (Argentyna) 24 marca 2020 (Hiszpania)       | 29 października 2018 |
| 107                                                | Odcinek 107 Episodio 107 | 5 czerwca 2018 (Argentyna) 24 marca 2020 (Hiszpania)       | 30 października 2018 |
| 108                                                | Odcinek 108 Episodio 108 | 6 czerwca 2018 (Argentyna) 24 marca 2020 (Hiszpania)       | 31 października 2018 |
| 109                                                | Odcinek 109 Episodio 109 | 7 czerwca 2018 (Argentyna) 24 marca 2020 (Hiszpania)       | 1 listopada 2018     |
| 110                                                | Odcinek 110 Episodio 110 | 8 czerwca 2018 (Argentyna) 24 marca 2020 (Hiszpania)       | 2 listopada 2018     |
| 111                                                | Odcinek 111 Episodio 111 | 11 czerwca 2018 (Argentyna) 24 marca 2020 (Hiszpania)      | 5 listopada 2018     |
| 112                                                | Odcinek 112 Episodio 112 | 12 czerwca 2018 (Argentyna) 24 marca 2020 (Hiszpania)      | 6 listopada 2018     |
| 113                                                | Odcinek 113 Episodio 113 | 13 czerwca 2018 (Argentyna) 24 marca 2020 (Hiszpania)      | 7 listopada 2018     |
| 114                                                | Odcinek 114 Episodio 114 | 14 czerwca 2018 (Argentyna) 24 marca 2020 (Hiszpania)      | 8 listopada 2018     |
| 115                                                | Odcinek 115 Episodio 115 | 15 czerwca 2018 (Argentyna) 24 marca 2020 (Hiszpania)      | 9 listopada 2018     |
| 116                                                | Odcinek 116 Episodio 116 | 18 czerwca 2018 (Argentyna) 24 marca 2020 (Hiszpania)      | 12 listopada 2018    |
| 117                                                | Odcinek 117 Episodio 117 | 19 czerwca 2018 (Argentyna) 24 marca 2020 (Hiszpania)      | 13 listopada 2018    |
| 118                                                | Odcinek 118 Episodio 118 | 20 czerwca 2018 (Argentyna) 24 marca 2020 (Hiszpania)      | 14 listopada 2018    |
| 119                                                | Odcinek 119 Episodio 119 | 21 czerwca 2018 (Argentyna) 24 marca 2020 (Hiszpania)      | 15 listopada 2018    |
| 120                                                | Odcinek 120 Episodio 120 | 22 czerwca 2018 (Argentyna) 24 marca 2020 (Hiszpania)      | 16 listopada 2018    |
| Część II: La Pasion Se Aviva (Pasja się rozgrzewa) |                          |                                                            |                      |
| 121                                                | Odcinek 121 Episodio 121 | 20 sierpnia 2018 (Argentyna) 24 marca 2020 (Hiszpania)     | 14 stycznia 2019     |
| 122                                                | Odcinek 122 Episodio 122 | 21 sierpnia 2018 (Argentyna) 24 marca 2020 (Hiszpania)     | 15 stycznia 2019     |
| 123                                                | Odcinek 123 Episodio 123 | 22 sierpnia 2018 (Argentyna) 24 marca 2020 (Hiszpania)     | 16 stycznia 2019     |
| 124                                                | Odcinek 124 Episodio 124 | 23 sierpnia 2018 (Argentyna) 24 marca 2020 (Hiszpania)     | 17 stycznia 2019     |
| 125                                                | Odcinek 125 Episodio 125 | 24 sierpnia 2018 (Argentyna) 24 marca 2020 (Hiszpania)     | 18 stycznia 2019     |
| 126                                                | Odcinek 126 Episodio 126 | 27 sierpnia 2018 (Argentyna) 24 marca 2020 (Hiszpania)     | 21 stycznia 2019     |
| 127                                                | Odcinek 127 Episodio 127 | 28 sierpnia 2018 (Argentyna) 24 marca 2020 (Hiszpania)     | 22 stycznia 2019     |
| 128                                                | Odcinek 128 Episodio 128 | 29 sierpnia 2018 (Argentyna) 24 marca 2020 (Hiszpania)     | 23 stycznia 2019     |
| 129                                                | Odcinek 129 Episodio 129 | 30 sierpnia 2018 (Argentyna) 24 marca 2020 (Hiszpania)     | 24 stycznia 2019     |
| 130                                                | Odcinek 130 Episodio 130 | 31 sierpnia 2018 (Argentyna) 24 marca 2020 (Hiszpania)     | 25 stycznia 2019     |
| 131                                                | Odcinek 131 Episodio 131 | 3 września 2018 (Argentyna) 24 marca 2020 (Hiszpania)      | 28 stycznia 2019     |
| 132                                                | Odcinek 132 Episodio 132 | 4 września 2018 (Argentyna) 24 marca 2020 (Hiszpania)      | 29 stycznia 2019     |
| 133                                                | Odcinek 133 Episodio 133 | 5 września 2018 (Argentyna) 24 marca 2020 (Hiszpania)      | 30 stycznia 2019     |
| 134                                                | Odcinek 134 Episodio 134 | 6 września 2018 (Argentyna) 24 marca 2020 (Hiszpania)      | 31 stycznia 2019     |
| 135                                                | Odcinek 135 Episodio 135 | 7 września 2018 (Argentyna) 24 marca 2020 (Hiszpania)      | 1 lutego 2019        |
| 136                                                | Odcinek 136 Episodio 136 | 10 września 2018 (Argentyna) 24 marca 2020 (Hiszpania)     | 4 lutego 2019        |
| 137                                                | Odcinek 137 Episodio 137 | 11 września 2018 (Argentyna) 24 marca 2020 (Hiszpania)     | 5 lutego 2019        |
| 138                                                | Odcinek 138 Episodio 138 | 12 września 2018 (Argentyna) 24 marca 2020 (Hiszpania)     | 6 lutego 2019        |
| 139                                                | Odcinek 139 Episodio 139 | 13 września 2018 (Argentyna) 24 marca 2020 (Hiszpania)     | 7 lutego 2019        |
| 140                                                | Odcinek 140 Episodio 140 | 14 września 2018 (Argentyna) 24 marca 2020 (Hiszpania)     | 8 lutego 2019        |
| 141                                                | Odcinek 141 Episodio 141 | 17 września 2018 (Argentyna) 24 marca 2020 (Hiszpania)     | 11 lutego 2019       |
| 142                                                | Odcinek 142 Episodio 142 | 18 września 2018 (Argentyna) 24 marca 2020 (Hiszpania)     | 12 lutego 2019       |
| 143                                                | Odcinek 143 Episodio 143 | 19 września 2018 (Argentyna) 24 marca 2020 (Hiszpania)     | 13 lutego 2019       |
| 144                                                | Odcinek 144 Episodio 144 | 20 września 2018 (Argentyna) 24 marca 2020 (Hiszpania)     | 14 lutego 2019       |
| 145                                                | Odcinek 145 Episodio 145 | 21 września 2018 (Argentyna) 24 marca 2020 (Hiszpania)     | 15 lutego 2019       |
| 146                                                | Odcinek 146 Episodio 146 | 24 września 2018 (Argentyna) 24 marca 2020 (Hiszpania)     | 18 lutego 2019       |
| 147                                                | Odcinek 147 Episodio 147 | 25 września 2018 (Argentyna) 24 marca 2020 (Hiszpania)     | 19 lutego 2019       |
| 148                                                | Odcinek 148 Episodio 148 | 26 września 2018 (Argentyna) 24 marca 2020 (Hiszpania)     | 20 lutego 2019       |
| 149                                                | Odcinek 149 Episodio 149 | 27 września 2018 (Argentyna) 24 marca 2020 (Hiszpania)     | 21 lutego 2019       |
| 150                                                | Odcinek 150 Episodio 150 | 28 września 2018 (Argentyna) 24 marca 2020 (Hiszpania)     | 22 lutego 2019       |
| 151                                                | Odcinek 151 Episodio 151 | 1 października 2018 (Argentyna) 24 marca 2020 (Hiszpania)  | 25 lutego 2019       |
| 152                                                | Odcinek 152 Episodio 152 | 2 października 2018 (Argentyna) 24 marca 2020 (Hiszpania)  | 26 lutego 2019       |
| 153                                                | Odcinek 153 Episodio 153 | 3 października 2018 (Argentyna) 24 marca 2020 (Hiszpania)  | 27 lutego 2019       |
| 154                                                | Odcinek 154 Episodio 154 | 4 października 2018 (Argentyna) 24 marca 2020 (Hiszpania)  | 28 lutego 2019       |
| 155                                                | Odcinek 155 Episodio 155 | 5 października 2018 (Argentyna) 24 marca 2020 (Hiszpania)  | 1 marca 2019         |
| 156                                                | Odcinek 156 Episodio 156 | 8 października 2018 (Argentyna) 24 marca 2020 (Hiszpania)  | 4 marca 2019         |
| 157                                                | Odcinek 157 Episodio 157 | 9 października 2018 (Argentyna) 24 marca 2020 (Hiszpania)  | 5 marca 2019         |
| 158                                                | Odcinek 158 Episodio 158 | 10 października 2018 (Argentyna) 24 marca 2020 (Hiszpania) | 6 marca 2019         |
| 159                                                | Odcinek 159 Episodio 159 | 11 października 2018 (Argentyna) 24 marca 2020 (Hiszpania) | 7 marca 2019         |
| 160                                                | Odcinek 160 Episodio 160 | 12 października 2018 (Argentyna) 24 marca 2020 (Hiszpania) | 8 marca 2019         |

### Sezon 3 (2019)
| Nr                                                                     | Tytuł                    | Premiera                                                  | Premiera w Polsce |
| Część I: Un Sueño Realizado (Zrealizowane marzenie)                    |                          |                                                           |                   |
| ---------------------------------------------------------------------- | ------------------------ | --------------------------------------------------------- | ----------------- |
| 161                                                                    | Odcinek 161 Episodio 161 | 15 lipca 2019 (Argentyna) 24 marca 2020 (Hiszpania)       | 4 listopada 2019  |
| 162                                                                    | Odcinek 162 Episodio 162 | 16 lipca 2019 (Argentyna) 24 marca 2020 (Hiszpania)       | 5 listopada 2019  |
| 163                                                                    | Odcinek 163 Episodio 163 | 17 lipca 2019 (Argentyna) 24 marca 2020 (Hiszpania)       | 6 listopada 2019  |
| 164                                                                    | Odcinek 164 Episodio 164 | 18 lipca 2019 (Argentyna) 24 marca 2020 (Hiszpania)       | 7 listopada 2019  |
| 165                                                                    | Odcinek 165 Episodio 165 | 19 lipca 2019 (Argentyna) 24 marca 2020 (Hiszpania)       | 8 listopada 2019  |
| 166                                                                    | Odcinek 166 Episodio 166 | 22 lipca 2019 (Argentyna) 24 marca 2020 (Hiszpania)       | 11 listopada 2019 |
| 167                                                                    | Odcinek 167 Episodio 167 | 23 lipca 2019 (Argentyna) 24 marca 2020 (Hiszpania)       | 12 listopada 2019 |
| 168                                                                    | Odcinek 168 Episodio 168 | 24 lipca 2019 (Argentyna) 24 marca 2020 (Hiszpania)       | 13 listopada 2019 |
| 169                                                                    | Odcinek 169 Episodio 169 | 25 lipca 2019 (Argentyna) 24 marca 2020 (Hiszpania)       | 14 listopada 2019 |
| 170                                                                    | Odcinek 170 Episodio 170 | 26 lipca 2019 (Argentyna) 24 marca 2020 (Hiszpania)       | 15 listopada 2019 |
| 171                                                                    | Odcinek 171 Episodio 171 | 29 lipca 2019 (Argentyna) 24 marca 2020 (Hiszpania)       | 18 listopada 2019 |
| 172                                                                    | Odcinek 172 Episodio 172 | 30 lipca 2019 (Argentyna) 24 marca 2020 (Hiszpania)       | 19 listopada 2019 |
| 173                                                                    | Odcinek 173 Episodio 173 | 31 lipca 2019 (Argentyna) 24 marca 2020 (Hiszpania)       | 20 listopada 2019 |
| 174                                                                    | Odcinek 174 Episodio 174 | 1 sierpnia 2019 (Argentyna) 24 marca 2020 (Hiszpania)     | 21 listopada 2019 |
| 175                                                                    | Odcinek 175 Episodio 175 | 2 sierpnia 2019 (Argentyna) 24 marca 2020 (Hiszpania)     | 22 listopada 2019 |
| 176                                                                    | Odcinek 176 Episodio 176 | 5 sierpnia 2019 (Argentyna) 24 marca 2020 (Hiszpania)     | 25 listopada 2019 |
| 177                                                                    | Odcinek 177 Episodio 177 | 6 sierpnia 2019 (Argentyna) 24 marca 2020 (Hiszpania)     | 26 listopada 2019 |
| 178                                                                    | Odcinek 178 Episodio 178 | 7 sierpnia 2019 (Argentyna) 24 marca 2020 (Hiszpania)     | 27 listopada 2019 |
| 179                                                                    | Odcinek 179 Episodio 179 | 8 sierpnia 2019 (Argentyna) 24 marca 2020 (Hiszpania)     | 28 listopada 2019 |
| 180                                                                    | Odcinek 180 Episodio 180 | 9 sierpnia 2019 (Argentyna) 24 marca 2020 (Hiszpania)     | 29 listopada 2019 |
| Część II: Que Comienze El Mundial (Niech rozpocznie się Puchar Świata) |                          |                                                           |                   |
| 181                                                                    | Odcinek 181 Episodio 181 | 9 września 2019 (Argentyna) 24 marca 2020 (Hiszpania)     | 13 stycznia 2020  |
| 182                                                                    | Odcinek 182 Episodio 182 | 10 września 2019 (Argentyna) 24 marca 2020 (Hiszpania)    | 14 stycznia 2020  |
| 183                                                                    | Odcinek 183 Episodio 183 | 11 września 2019 (Argentyna) 24 marca 2020 (Hiszpania)    | 15 stycznia 2020  |
| 184                                                                    | Odcinek 184 Episodio 184 | 12 września 2019 (Argentyna) 24 marca 2020 (Hiszpania)    | 16 stycznia 2020  |
| 185                                                                    | Odcinek 185 Episodio 185 | 13 września 2019 (Argentyna) 24 marca 2020 (Hiszpania)    | 17 stycznia 2020  |
| 186                                                                    | Odcinek 186 Episodio 186 | 16 września 2019 (Argentyna) 24 marca 2020 (Hiszpania)    | 20 stycznia 2020  |
| 187                                                                    | Odcinek 187 Episodio 187 | 17 września 2019 (Argentyna) 24 marca 2020 (Hiszpania)    | 21 stycznia 2020  |
| 188                                                                    | Odcinek 188 Episodio 188 | 18 września 2019 (Argentyna) 24 marca 2020 (Hiszpania)    | 22 stycznia 2020  |
| 189                                                                    | Odcinek 189 Episodio 189 | 19 września 2019 (Argentyna) 24 marca 2020 (Hiszpania)    | 23 stycznia 2020  |
| 190                                                                    | Odcinek 190 Episodio 190 | 20 września 2019 (Argentyna) 24 marca 2020 (Hiszpania)    | 24 stycznia 2020  |
| 191                                                                    | Odcinek 191 Episodio 191 | 23 września 2019 (Argentyna) 24 marca 2020 (Hiszpania)    | 27 stycznia 2020  |
| 192                                                                    | Odcinek 192 Episodio 192 | 24 września 2019 (Argentyna) 24 marca 2020 (Hiszpania)    | 28 stycznia 2020  |
| 193                                                                    | Odcinek 193 Episodio 193 | 25 września 2019 (Argentyna) 24 marca 2020 (Hiszpania)    | 29 stycznia 2020  |
| 194                                                                    | Odcinek 194 Episodio 194 | 26 września 2019 (Argentyna) 24 marca 2020 (Hiszpania)    | 30 stycznia 2020  |
| 195                                                                    | Odcinek 195 Episodio 195 | 27 września 2019 (Argentyna) 24 marca 2020 (Hiszpania)    | 31 stycznia 2020  |
| 196                                                                    | Odcinek 196 Episodio 196 | 30 września 2019 (Argentyna) 24 marca 2020 (Hiszpania)    | 3 lutego 2020     |
| 197                                                                    | Odcinek 197 Episodio 197 | 1 października 2019 (Argentyna) 24 marca 2020 (Hiszpania) | 4 lutego 2020     |
| 198                                                                    | Odcinek 198 Episodio 198 | 2 października 2019 (Argentyna) 24 marca 2020 (Hiszpania) | 5 lutego 2020     |
| 199                                                                    | Odcinek 199 Episodio 199 | 3 października 2019 (Argentyna) 24 marca 2020 (Hiszpania) | 6 lutego 2020     |
| 200                                                                    | Odcinek 200 Episodio 200 | 4 października 2019 (Argentyna) 24 marca 2020 (Hiszpania) | 7 lutego 2020     |
| Część III: Fuimos Más De O11Ce (Byliśmy więcej niż Jedenastką)         |                          |                                                           |                   |
| 201                                                                    | Odcinek 201 Episodio 201 | 4 listopada 2019 (Argentyna) 24 marca 2020 (Hiszpania)    | 18 maja 2020      |
| 202                                                                    | Odcinek 202 Episodio 202 | 5 listopada 2019 (Argentyna) 24 marca 2020 (Hiszpania)    | 19 maja 2020      |
| 203                                                                    | Odcinek 203 Episodio 203 | 6 listopada 2019 (Argentyna) 24 marca 2020 (Hiszpania)    | 20 maja 2020      |
| 204                                                                    | Odcinek 204 Episodio 204 | 7 listopada 2019 (Argentyna) 24 marca 2020 (Hiszpania)    | 21 maja 2020      |
| 205                                                                    | Odcinek 205 Episodio 205 | 8 listopada 2019 (Argentyna) 24 marca 2020 (Hiszpania)    | 22 maja 2020      |
| 206                                                                    | Odcinek 206 Episodio 206 | 11 listopada 2019 (Argentyna) 24 marca 2020 (Hiszpania)   | 25 maja 2020      |
| 207                                                                    | Odcinek 207 Episodio 207 | 12 listopada 2019 (Argentyna) 24 marca 2020 (Hiszpania)   | 26 maja 2020      |
| 208                                                                    | Odcinek 208 Episodio 208 | 13 listopada 2019 (Argentyna) 24 marca 2020 (Hiszpania)   | 27 maja 2020      |
| 209                                                                    | Odcinek 209 Episodio 209 | 14 listopada 2019 (Argentyna) 24 marca 2020 (Hiszpania)   | 28 maja 2020      |
| 210                                                                    | Odcinek 210 Episodio 210 | 15 listopada 2019 (Argentyna) 24 marca 2020 (Hiszpania)   | 29 maja 2020      |
| 211                                                                    | Odcinek 211 Episodio 211 | 18 listopada 2019 (Argentyna) 24 marca 2020 (Hiszpania)   | 1 czerwca 2020    |
| 212                                                                    | Odcinek 212 Episodio 212 | 19 listopada 2019 (Argentyna) 24 marca 2020 (Hiszpania)   | 2 czerwca 2020    |
| 213                                                                    | Odcinek 213 Episodio 213 | 20 listopada 2019 (Argentyna) 24 marca 2020 (Hiszpania)   | 3 czerwca 2020    |
| 214                                                                    | Odcinek 214 Episodio 214 | 21 listopada 2019 (Argentyna) 24 marca 2020 (Hiszpania)   | 4 czerwca 2020    |
| 215                                                                    | Odcinek 215 Episodio 215 | 22 listopada 2019 (Argentyna) 24 marca 2020 (Hiszpania)   | 5 czerwca 2020    |
| 216                                                                    | Odcinek 216 Episodio 216 | 25 listopada 2019 (Argentyna) 24 marca 2020 (Hiszpania)   | 8 czerwca 2020    |
| 217                                                                    | Odcinek 217 Episodio 217 | 26 listopada 2019 (Argentyna) 24 marca 2020 (Hiszpania)   | 9 czerwca 2020    |
| 218                                                                    | Odcinek 218 Episodio 218 | 27 listopada 2019 (Argentyna) 24 marca 2020 (Hiszpania)   | 10 czerwca 2020   |
| 219                                                                    | Odcinek 219 Episodio 219 | 28 listopada 2019 (Argentyna) 24 marca 2020 (Hiszpania)   | 11 czerwca 2020   |
| 220                                                                    | Odcinek 220 Episodio 220 | 29 listopada 2019 (Argentyna) 24 marca 2020 (Hiszpania)   | 12 czerwca 2020   |

## Piosenki
| Lp. | Tytuł                                | Wykonawcy                                                            | Czas trwania |
| 1.  | „Del estadio al cielo”               | Morat                                                                | 3:50         |
| 2.  | „Juega con el corazón”               | Sebastián Athié, Paulina Vetrano i Daniel Patiño                     | 2:42         |
| 3.  | „Juega con el corazón (Nowa wersja)” | Sebastián Athié, Paulina Vetrano, Daniel Patiño i Julia Dovganishina | 2:44         |
| 4.  | „Atrápame si puedes”                 | Paulina Vetrano, Agustina Palma, Luan Brum i Sebastián Athié         | 1:05         |